# Therese Mattsson
Maria Therese Mattsson, född 21 september 1958 i Lycksele församling i Västerbottens län, är en svensk ämbetsman. Hon var 2018–2023 generaldirektör och chef för Kustbevakningen.

## Biografi
Therese Mattsson avlade gymnasieexamen i Lycksele 1977. Hon avlade juris kandidat-examen vid Uppsala universitet 1982, varefter hon arbetade vid Skatteverket och var notarie vid länsrätten i Skaraborgs län 1987–1989. Hon gick polischefskurs vid Polishögskolan 1989–1992, arbetade som polissekreterare och polismästare i Hagfors och Säffle för Polismyndigheten i Värmlands län 1989–1996, och tjänstgjorde vid Säkerhetspolisen 1996–2002, därav som byråchef och biträdande chef för Enheten för kontraspionage och säkerhetsskydd 2000–2002. Hon utbildade sig vid Försvarshögskolan 2000–2001. Åren 2002–2010 tjänstgjorde hon vid Rikskriminalpolisen: som biträdande chef för Huvudenheten för utredning och spaning 2002–2004 och som rikskriminalpolischef 2004–2010. Hon var chef för Kansliet för krishantering i Statsrådsberedningen 2010–2011 och generaldirektör och chef för Tullverket 2011–2018. Från den 1 juni 2018 och fram till 2023 var Mattsson generaldirektör och chef för Kustbevakningen.
Therese Mattsson invaldes 2007 som ledamot av Kungliga Krigsvetenskapsakademien.